# Ana Tristany
Ana Tristany (Lisboa, 1966) é uma artista portuguesa que ganhou prêmios por suas pinturas e pelo seu ensino. Sua obra apareceu em capas de revistas e é descrita como "aberta", para além do expressionismo abstrato, que permite ao espectador se tornar um participante ativo do processo de criação.

## Biografia
Ana Tristany nasceu em 1966 em Lisboa, Portugal. Ela se graduou em 1989 pela Faculdade de Belas Artes da Universidade de Lisboa. Seus primeiros trabalhos foram de escultura em pedra, na qual concluiu um curso de especialização em 1992. Ela abriu uma empresa de publicidade e seu trabalho artístico apareceu nas capas de revistas como Polymer Chemistry (2013) e Journal of Physical Chemistry (2008). Além disso, lecionou arte durante duas décadas no Colégio Militar de Lisboa para adultos e crianças.
Enquanto morava no Canadá, ela desenvolveu interesse nas obras de Morris Louis e Jackson Pollock. Utilizando a técnica de drip (gotejamento) deles, ela criou um processo de steered-drip (gotejamento dirigido) que integra um nível de escultura em sua pintura. Em 2008, quando ela estreou a sua exposição individual “À Chuva, ao Sol e ao Vento”, o seu trabalho foi descrito por Álvaro Lobato de Faria, diretor do Movimento Arte Contemporânea (MAC), como além do expressionismo abstrato e, de forma mais ampla, poderia ser categorizado como "aberto", como foi descrito por Umberto Eco. Em 1962, Eco postulou que o "trabalho aberto" fazia com que o espectador se tornasse um participante ativo na construção e execução da pintura. A exposição ganhou o Prêmio de Pintura 2009 do MAC e um artigo destacado sobre seu trabalho foi publicado na Yareah Magazine.
Em 2011 e 2012, Tristany recebeu prêmios do MAC pela seu inovador ensino de arte para crianças. Em 2013, Tristany realizou uma exposição individual no Forte do Bom Sucesso em Lisboa.
Actualmente dá aulas no Liceu Camões em Lisboa, embora se julgue entendida e capacitada para ensino, baseando-se em um estúdio feito aos antigos e actuais alunos, denota-se uma total incapacidade de o fazer de uma forma profissional, de acordo com código de boa ética e directrizes do ME.